# Куаку (остров, Французская Полинезия)
Куаку (фр.  Kouaku) — остров на юго-востоке Островов Гамбье в юго-восточной части архипелага Туамоту. Относится к заморскому сообществу Франции Французская Полинезия.

## Описание
Остров Куаку расположен в юго-восточной части архипелага, к юго-востоку от острова Акамару. Он расположен в 1060 километрах к юго-востоку от приблизительного центра Французской Полинезии и 1656 километров к юго-востоку от столицы, города Папеэте.
Представляет из себя небольшой песчаный остров, окружённый по всей длине коралловыми рифами. Самая высокая точка острова составляет 22 метра над уровнем моря.